# BMW 5 Series Gran Turismo
BMW 5 Series Gran Turismo (внутрифирменный индекс F07) — заднеприводный либо полноприводный пятиместный спортивный автомобиль бизнес-класса с 5-й задней дверью (нем. «флисхэк», англ. «лифтбэк»). Первый в данном классе автомобиль. Построен на технической базе моделей BMW 7-й и 5-й серий. Премьера серийного BMW 5 Серии GT состоялась в 2009 году на автосалоне в Женеве.

## Базовая комплектация
- Подушка безопасности водителя (Airbag),
- подушка безопасности пассажира (Airbag),
- боковые подушки безопасности (Airbag),
- антиблокировочная система (ABS),
- система распределения тормозных усилий (EBD, EBV),
- система курсовой устойчивости (ESP, VDC, DSC),
- противобуксовочная система (Traction control, ASR),
- система аварийного торможения (Brake Assist, AFU),
- иммобилайзер,
- аудиоподготовка,
- регулируемая рулевая колонка,
- центральный замок,
- электростеклоподъемники передние,
- электростеклоподъемники задние,
- легкосплавные диски,
- противотуманные фары,
- CD-проигрыватель,
- радио,
- бортовой компьютер,
- климат-контроль,
- парктроник (парковочный радар),
- подогрев передних сидений,
- электропривод зеркал,
- обогрев зеркал.